# Paksebali
Paksebali is een bestuurslaag in het regentschap Klungkung van de provincie Bali, Indonesië. Paksebali telt 4208 inwoners (volkstelling 2010).